# إليوت ارين رايس
إليوت ارين رايس (بالإنجليزية: Elliott Warren Rice)‏ هو محامي وضابط أمريكي، ولد في 16 نوفمبر 1835 في Allegheny, Pennsylvania ‏ في الولايات المتحدة، وتوفي في 22 يونيو 1887 في سيوكس سيتي في الولايات المتحدة.